# Luis Herrera Campins
Pour les articles homonymes, voir Herrera.
Luis Antonio Herrera Campins, né le 4 mai 1925 à Acarigua (État de Portuguesa) et mort le 9 novembre 2007 à Caracas (Venezuela), est un homme d'État vénézuélien. Il est président de la République du Venezuela entre 1979 et 1984. 
Membre du parti social chrétien COPEI, député, sénateur ; Rafael Caldera et lui sont les deux seuls représentants de ce parti à la fonction de président de la République.
Le gouvernement de Herrera fait des efforts dans les domaines de la culture et de l'éducation. Son mandat se distingue par l'inauguration du théâtre Teresa Carreño et du métro de Caracas.
Des mesures économiques sont aussi prises sous son gouvernement. Elles reflètent le début d'une importante crise économique résultant de l'immense dette extérieure qu'avaient laissé les gouvernements antérieurs, et la diminution supposée des réserves internationales à travers la fuite de capitaux. La plus connue de ces mesures eut lieu le Vendredi noir (es), 18 février 1983, au cours duquel on dévalua la monnaie de 4,10 à 15 bolivars pour un dollar.